# Едме Бушардон

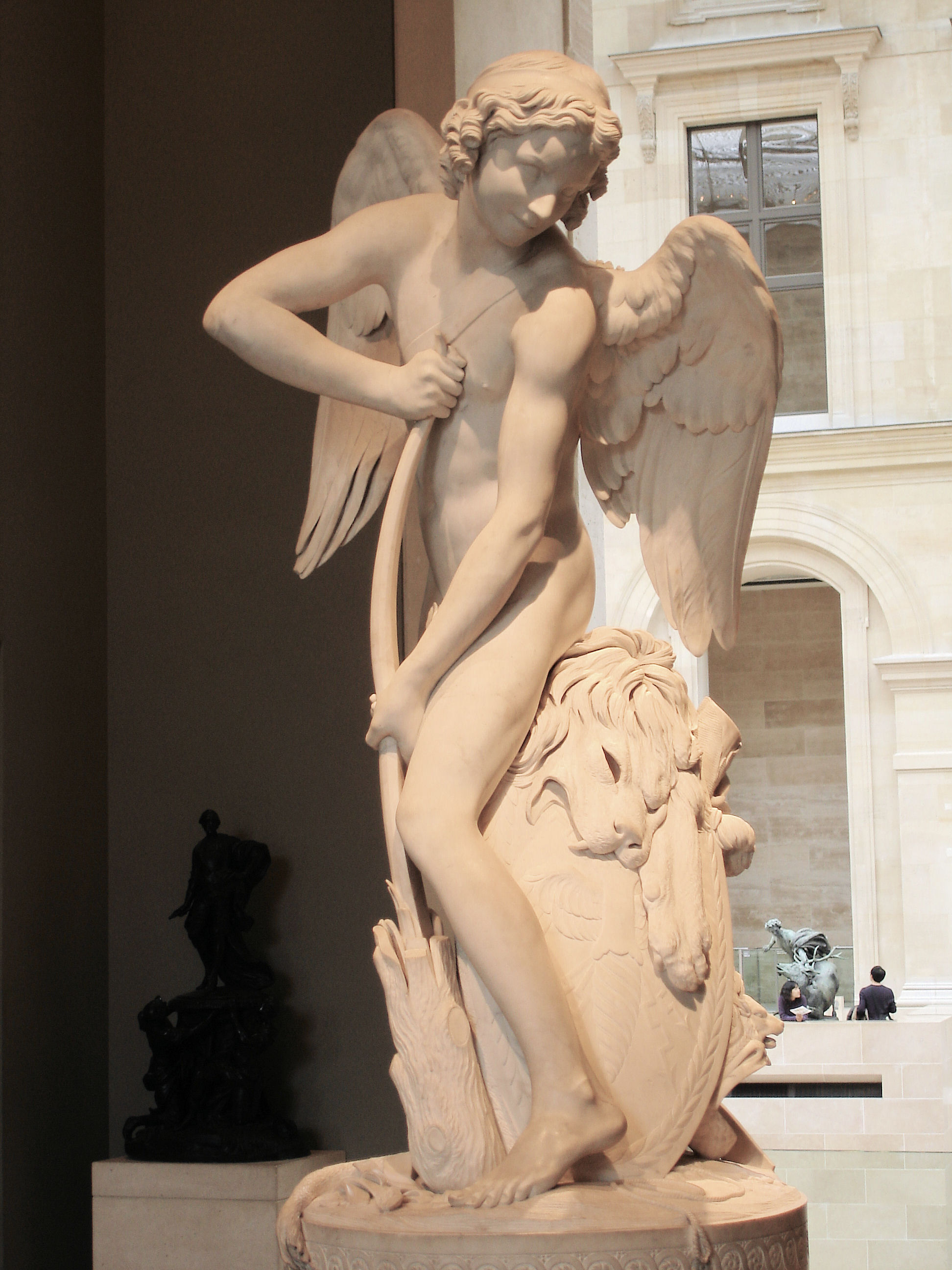
«Амур, що майструє собі лука із палиці Геркулеса» (1750, Лувр)

Едме Бушардон (1698, Шомон — 1762) — французький скульптор. Поєднував у своїй творчості риси рококо та класицизму. Відомий своїми статуями міфологічних героїв та християнських святих, виконував також портретні бюсти.